# Pleurotomella cancellata
Pleurotomella cancellata é uma espécie de gastrópode do gênero Pleurotomella, pertencente a família Raphitomidae.